# Ligne Isumi
La ligne Isumi (いすみ線, Isumi-sen) est l'unique ligne ferroviaire de la compagnie Isumi Railway, située dans la préfecture de Chiba au Japon. Elle relie la gare d'Ōhara à Isumi à la gare de Kazusa-Nakano à Ōtaki.

## Histoire
La ligne est ouverte par étape entre 1930 et 1934 par la société gouvernementale des chemins de fer japonais sous le nom de ligne Kihara. En 1949, la ligne passe sous le contrôle de la Japanese National Railways puis de la JR East en 1987. Cette dernière transfère la ligne à la compagnie privée Isumi Railway qui commence son exploitation le 24 mars 1988 sous le nom de ligne Isumi.
Suite au déraillement d'un train le 4 octobre 2024, la ligne est actuellement fermée et des bus de remplacement ont été mis en place. La reprise du trafic est prévue pour 2027.

## Caractéristiques

### Ligne
- longueur : 26,8 km
- écartement des voies : 1 067 mm
- nombre de voies : Voie unique

### Liste des gares
| Gare             | Nom japonais | Distance (km) | Express | Correspondances             | Localisation |
| ---------------- | ------------ | ------------- | ------- | --------------------------- | ------------ |
| Ōhara            | 大原         | 0             | ●       | JR East : Ligne Sotobō      | Isumi        |
| Nishi-Ōhara      | 西大原       | 1,7           | ↕       |                             | Isumi        |
| Kazusa-Azuma     | 上総東       | 5,2           | ●       |                             | Isumi        |
| Nittano          | 新田野       | 7,4           | ↕       |                             | Isumi        |
| Kuniyoshi        | 国吉         | 8,8           | ●       |                             | Isumi        |
| Kazusa-Nakagawa  | 上総中川     | 11,9          | ↕       |                             | Isumi        |
| Shiromigaoka     | 城見ヶ丘     | 14,7          | ●       |                             | Ōtaki        |
| Ōtaki            | 大多喜       | 15,8          | ●       |                             | Ōtaki        |
| Koyamatsu        | 小谷松       | 18,2          | ●       |                             | Ōtaki        |
| Higashi-Fusamoto | 東総元       | 19,6          | ●       |                             | Ōtaki        |
| Kugahara (ja)    | 久我原       | 20,8          | ●       |                             | Ōtaki        |
| Fusamoto         | 総元         | 22,2          | ●       |                             | Ōtaki        |
| Nishihata        | 西畑         | 25,1          | ●       |                             | Ōtaki        |
| Kazusa-Nakano    | 上総中野     | 26,8          | ●       | Kominato Railway : Kominato | Ōtaki        |